# Dobele (distrito)
Dobele (letão: Dobeles rajons) é um distrito da Letônia localizado na região de Zemgale. Sua capital é a cidade de Dobele.

## Cidades
- Auce
- Dobele